# Nissan Pulsar (2014)
La Nissan Pulsar è un'autovettura prodotta dal casa automobilistica giapponese Nissan dal 2014 in Europa, che va a sostituire la Nissan Almera. Il nome riprende anche la denominazione già usata dalla casa per il mercato giapponese di alcune versioni della Nissan Cherry e della Nissan Sunny. La produzione nello stabilimento spagnolo del gruppo ha avuto termine nel 2018.
In Cina viene prodotta dal 2015 dalla joint venture Dongfeng Nissan, ribattezzata Nissan Tiida e nel 2017 ne è stato presentato un restyling per il mercato locale che è tuttora in produzione.

## Profilo e contesto

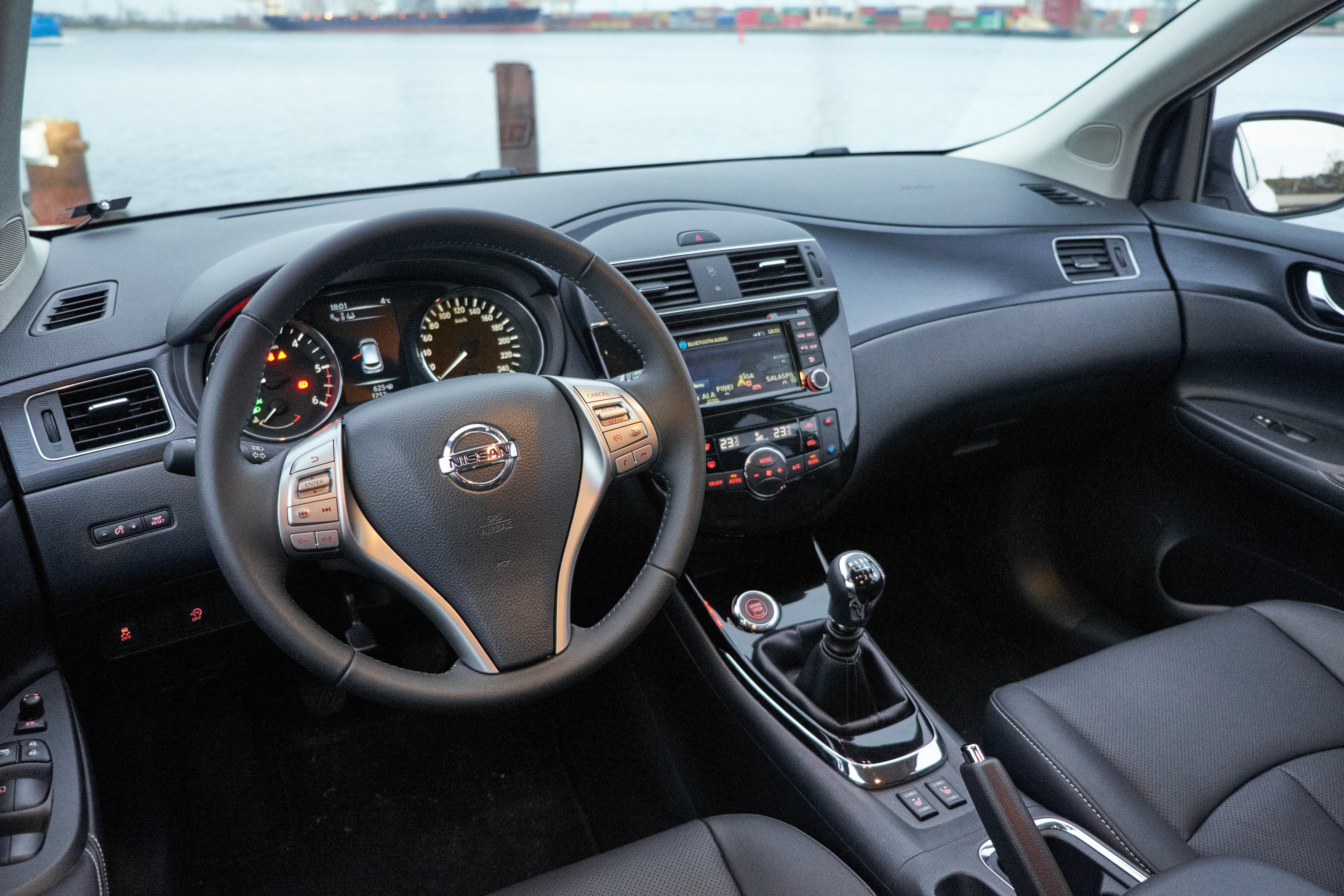
Interni di una Nissan Pulsar del 2014

Il 16 maggio 2014, la Nissan ha annunciato che la Pulsar, già commercializzata in Oriente, verrà lanciata anche in Europa. Basata sulla piattaforma CMF, questo è un modello unico per il mercato europeo; infatti è stata sviluppata dalla Nissan Motor Ibérica, ovvero la sezione spagnola della casa nipponica, dove viene costruita esclusivamente per l'Europa. La Pulsar può essere considerata come l'erede della Nissan Almera, una vettura compatta prodotta dalla Nissan in due generazioni tra il 1995 e il 2006. Questo progetto fallì perché la Almera era troppo costosa per essere venduta in Europa. La Nissan ha preferito rimuovere i segmenti di berlina compatta e familiare, sostituendoli e puntando tutto sul SUV compatto Nissan Qashqai.
Nel 2014, Nissan ha pensato di ripristinare il segmento delle due volumi compatte nel proprio listino entro il 2015, per fare concorrenza ad auto come la SEAT León, Volkswagen Golf, Peugeot 308 e Ford Focus. Per oltre otto anni nel catalogo Nissan, il segmento delle compatte è stato rimosso per lasciare spazio alla Qashqai.
Nissan ha voluto creare una nuova berlina compatta riprendendo un nome già usato in passato negli anni ottanta, ovvero quello di Pulsar. Essa s'inserisce dimensionalmente tra la Nissan Qashqai e la Nissan Note. Si tratta di un modello che include tutti gli elementi stilistici e dinamici del marchio nipponico, caratteristica è la "V" cromata nella griglia anteriore che ingloba lo stemma della casa.

### Motori
Inizialmente, la Pulsar è stata disponibile con un 1,2 litri a benzina DIG-T da 115 CV e un motore Diesel da 1,5 litri di origine Renault che produce 110 CV. Nell'ottobre 2014 Nissan ha annunciato il motore benzina turbocompresso 1,6 litri DIG-T che sviluppa 140 kW (190 CV). Il modello 1,6 è stato lanciato in vendita a marzo 2015.